# Gold (álbum de Bonde da Stronda)
Gold é o sexto álbum de estúdio da dupla de Hip-Hop carioca Bonde da Stronda. O disco foi lançado no dia 5 de novembro de 2015 no canal oficial da dupla no YouTube.
No dia 6 de novembro de 2015, a dupla se apresentou em Manaus, Amazonas, para realizar o lançamento ao vivo do CD.

## Fundo
O anúncio da gravação do novo CD ocorreu por meio do integrante Mr. Thug, em uma publicação na sua página oficial do Facebook em fevereiro. O rapper revelou que começaria a gravação de um EP solo, intitulado de "SMOKESWAG" e que em setembro e outubro gravaria um novo CD com Léo Stronda. Mas antes mesmo da data prevista, a página oficial da dupla anunciou o começo das gravações em julho.
A capa foi publicada pela primeira vez no dia 25 de setembro na página oficial da dupla no Facebook.
Para o álbum foram gravados quatro videoclipes, que são consecutivamente "Shake That Ass", "Qual Vai", "Bandida" e "Antes Que O Dia Termine".

## Faixas
O álbum conta com 8 faixas, entre elas as singles promocionais do álbum, "Shake That Ass", "Qual Vai" e "Bandida". O disco conta com participações de Mr. Catra, MC Cond, MC Alandim, VK e Rugal.
| Edição Padrão  |                                                                 |                |         |  |
| N.º            | Título                                                          | Compositor(es) | Duração |  |
| 1.             | "5 Maluco"                                                      | Mr. Thug       | 2:55    |  |
| 2.             | "Tudo Envolvido" (Mr. Thug)                                     | Mr. Thug       | 3:09    |  |
| 3.             | "Bandida"                                                       | Mr. Thug       | 2:24    |  |
| 4.             | "Qual Vai"                                                      | Mr. Thug       | 4:27    |  |
| 5.             | "Shake That Ass" (part. Mr. Catra, MC Alandim, MC Cond e Rugal) | Mr. Thug       | 4:17    |  |
| 6.             | "Madrugada"                                                     | Mr. Thug       | 2:18    |  |
| 7.             | "Antes Que o Dia Termine"                                       | Mr. Thug       | 3:40    |  |
| 8.             | "Pega a Visão 2" (part. VK e MC Cond)                           | Mr. Thug       | 4:05    |  |
| Duração total: | Duração total:                                                  | Duração total: | 27:12   |  |